# Ancepaspis rotundicauda
Ancepaspis rotundicauda är en insektsart som beskrevs av Brimblecombe 1959. Ancepaspis rotundicauda ingår i släktet Ancepaspis och familjen pansarsköldlöss. Inga underarter finns listade i Catalogue of Life.